# پینز کریک، کالیفرنیا
پینز کریک (به انگلیسی: Paynes Creek) یک منطقهٔ مسکونی در ایالات متحده آمریکا است که در شهرستان تهاما، کالیفرنیا واقع شده‌است. پینز کریک ۸٫۸۸۵ کیلومتر مربع مساحت و ۵۷ نفر جمعیت دارد و ۵۹۴٫۰۶ متر بالاتر از سطح دریا واقع شده‌است.